# كريس جود
كريس جود (بالإنجليزية: Chris Judd)‏ هو لاعب كرة قدم أسترالية أسترالي، ولد في 8 سبتمبر 1983 في ملبورن في أستراليا.

## وصلات خارجية
- كريس جود على موقع AustralianFootball.com (الإنجليزية)
- كريس جود على موقع AFLtables.com (الإنجليزية)